# 빅토르 이바노프
빅토르 페트로비치 이바노프(러시아어: Виктор Петрович Иванов, 1950년 5월 12일 ~ )는 러시아의 정치인이자 기업인으로, 1977년부터 1994년까지 레닌그라드의 국가보안위원회 국과 그 후신에서 근무한 전 국가보안위원회 장교이다. 그는 2008년부터 2016년까지 러시아 연방 마약 서비스의 국장을 지냈다.
그는 러시아 연방 국가 공무원 1급 현역 자문관의 연방 국가 공무원 직급을 가지고 있다.

## 어린 시절
이바노프는 1971년 콘스탄틴 무라비요프 휘하의 레닌그라드 전기기술 통신 연구소를 졸업했다. 1971년부터 1977년까지 군 엔지니어로 레닌그라드의 벡터 연구소(러시아어: НПО "Вектор")에서 근무했으며, 이 연구소는 마이크로어셈블리 및 마이크로회로를 사용하여 이동식 및 휴대용 마이크로파 통신 모니터링 및 방향 탐지 장치를 연구 개발했다.

## 경력
1987년부터 1988년까지 국가보안위원회 장교로 소련–아프가니스탄 전쟁에 참전했다.
1990년 12월, 보리스 그리즐로프 및 발렌틴 추이킨과 함께 여러 사업에 종사하는 소규모 기업 블록을 설립하고 이사로 취임했다.
그는 탐보프 러시안 마피아와 강한 연줄을 가지고 있다. 그는 상트페테르부르크 항구 통제와 상트페테르부르크 항구를 통한 유럽으로의 콜롬비아 마약 밀매를 위한 말리셰브스카야 OGG와의 전쟁에서 블라디미르 쿠마린의 탐보프스카야 OGG를 지원했다.
1994년 10월, 그는 FSK에서 사임하고 블라디미르 푸틴이 아나톨리 솝차크 시장에게 추천하여 솝차크가 1996년 선거에서 패배할 때까지 상트페테르부르크 시장실의 행정 실장으로 임명되었다.
이바노프는 1996년에 러시아-미국 합작 회사인 텔레플러스 CJSC(Tele+ 또는 Teleplyus라고도 표기, 러시아어: ЗАО "Телеплюс")의 대표를 맡았으며 1998년까지 CEO를 역임했다. "텔레플러스" CJSC는 위성 및 지상 통신을 위한 송신기 및 수신기 방송 및 설치에 종사하는 미국-러시아 합작 회사였다. 여기에는 CNN과 유로뉴스를 포함한 30개 채널이 있었다. 존 클루기의 메트로미디어의 자회사이자 1984년 멕시코시티에서 설립되어 카를로스 슬림의 아메리카 모빌이 소유한 텔셀은 텔레플러스에 45%의 지분을 가지고 있었다.
1999년 그는 러시아 FSB의 내부 보안 부서장으로 니콜라이 파트루셰프의 뒤를 이었다. 2007년 현재 그는 2000년 1월 5일부터 블라디미르 푸틴이 임명한 대통령실 인사 부실장을 역임했다. 빅토르 이바노프는 푸틴의 가장 가까운 동맹 중 한 명으로 간주된다.
2001년 9월, 러시아 총리는 이바노프를 안테이 기업과 알마스 과학 산업 기업의 이사회에 국가 대표로 임명했으며, 이 기업들은 S-300을 포함한 방공 시스템을 개발하고 생산한다. 2001년 11월 22일, 그는 알마스 이사회 의장으로 선출되었고 알마스와 안테이의 합병을 주도했다. 2002년 6월부터 이바노프는 합병의 결과물인 OJSC 알마스-안테이 방공 기업의 이사회 의장을 맡고 있다.
2004년 11월 4일부터 그는 JSC 아에로플로트 항공사의 이사회 의장도 맡고 있다.

## 연방 마약 통제국장
2008년 5월 15일부터 그는 러시아 연방 마약 통제 서비스의 국장이자 러시아 29개 부처의 수장들이 포함된 국가 마약 퇴치 위원회 의장을 맡고 있다.
2010년, 미국 캘리포니아주가 유권자들에게 마리화나 합법화에 대해 묻는 주민발의안을 가졌을 때, 이바노프는 공개적으로 이에 반대했다. 그는 로스앤젤레스와 워싱턴 D.C.로 날아가 로스앤젤레스 시장, 로스앤젤레스 카운티 보안관, 미국 마약 총책과 만나 마약 합법화에 반대하는 로비를 펼쳤다.
2010년, 리나트 아흐멧신은 워싱턴 타임스에 이바노프와 그의 마약 퇴치 노력을 매우 지지하는 논평 기사를 기고했다.

## 제재
2014년 3월 20일, 미국 연방 정부 해외자산통제국은 빅토르 이바노프와 19명의 다른 남성들이 특별 지정 국민 목록에 추가되었다고 발표했다.

## 개인 생활
이바노프는 결혼하여 딸과 아들이 있다.

## 내용주
1. ↑  2017년 현재 탐보프스카야 OGG는 스톡홀름 항구도 통제하고 있다.[14][15]
2. ↑  러시아는 1인당 헤로인 소비량이 세계에서 가장 많다.[16][17]
3. ↑  메트로미디어는 루퍼트 머독의 뉴스 코프가 1986년 10월 9일 머독의 폭스 방송과 나중에 폭스 뉴스를 설립하는 데 도움을 주었다. 이전에 1985년, 머독은 1984년 그의 파트너 마크 리치의 20세기 폭스 지분을 인수한 마빈 데이비스로부터 20세기 폭스를 구매했다.[21] 1984년 멕시코시티에서 설립되어 카를로스 슬림의 아메리카 모빌이 소유한 존 클루기의 메트로미디어의 자회사 «텔셀»은 2003년 이전에 소련과 동유럽에서 매우 활발했다.[20]
4. ↑  이바노프와 가까운 다른 실로비키로는 니콜라이 파트루셰프, 알렉산드르 보르트니코프, 이고리 세친이 있다.[22]